# Ted Horn
Eylard Theodore Von Horn, más conocido como Ted Horn (Cincinnati, Ohio, Estados Unidos, 27 de febrero de 1910 - 10 de octubre de 1948), fue un piloto de automovilismo estadounidense. Obtuvo el Campeonato Nacional de la AAA tres veces consecutivas entre 1946 y 1948, y resultó subcampeón en 1937 y 1941. Logró cinco victorias y 15 podios en carreras de Indy de 100 millas, y resultó tercero en las 200 Millas de Milwaukee de 1948. Nunca pudo ganar en las 500 Millas de Indianápolis, donde resultó segundo en 1936, y tercero o cuarto en ocho ediciones. Horn murió en un choque en una carrera de la Asociación Estadounidense del Automóvil (AAA, por sus siglas en inglés) en DuQuoin a la edad de 38 años.

## Preguerra
En su juventud, Horn compitió en automóviles sprint en el óvalo californiano de Legion Ascot y las competiciones organizadas por Frank Funk y Pappy Hankinson. A mediados de la década de 1930, se instaló en Paterson, Nueva Jersey, y siguió corriendo en automóviles sprint toda su vida.
El piloto se inscribió a las 500 Millas de Indianápolis de 1934, pero no se intentó clasificar. Debutó en la edición 1935, abandonando en la vuelta 145 por problemas en la dirección.
Horn lideró 16 vueltas de las 500 Millas de Indianápolis de 1936, y arribó a meta segundo por detrás de Louis Meyer. En 1937 llegó tercero por detrás de Wilbur Shaw y Ralph Hepburn, habiendo salido penúltimo. También resultó sexto en Milwaukee y Syracuse, por lo que terminó como subcampeón de la AAA.
En 1938, Horn obtuvo un cuarto puesto en las 500 Millas de Indianápolis y en Syracuse, y un segundo en la carrera no puntuable de Milwaukee. El piloto resultó cuarto en las 500 Millas de Indianápolis de 1939, y llegó tercero en Syracuse. En 1940 finalizó cuarto en Indianápolis, sexto en Syracuse, y segundo en la carrera no puntuable de Milwaukee.
Horn llegó tercero en las 500 Millas de Indianápolis de 1941, por detrás de Floyd Davis / Mauri Rose y de Rex Mays. Pese a no competir en Milwaukee ni Syracuse, el sistema de puntuación determinó que Davis y Rose obtuvieran menos puntos que él, y fue subcampeón por detrás de Mays. También obtuvo el quinto puesto en la carrera no puntuable de Langhorne.
Debido a las consecuencias de sus múltiples choques en carreras de automóviles sprint, las Fuerzas Armadas de Estados Unidos rechazaron la postulación de Horn al servicio militar durante la Segunda Guerra Mundial. Por tanto, siguió corriendo en automóviles sprint a principios de la década de 1940.

## Posguerra
En 1946, Horn obtuvo 19 victorias en carreras de automóviles sprint en el Campeonato Nacional de la AAA, resultando campeón ante George Robson, Emil Andres y Bill Holland. No obstante, no ganó ninguna de las carreras de automóviles Indy: resultó tercero en las 500 Millas de Indianápolis por detrás de Robson y Jimmy Jackson, segundo en Milwaukee y Goshen, tercero en Langhorne, cuarto en Indiana State Fairgrounds, y sexto en Lakewood.
El Campeonato Nacional de la AAA 1947 se redujo a 11 carreras de automóviles Indy. Horn obtuvo tres victorias en Bainbridge, Milwaukee 3 y Arlington, y dos segundos lugares en Goshen y Springfield. También llegó tercero en las 500 Millas de Indianápolis por detrás de Rose y Holland, habiendo logrado la pole position. Así, se coronó campeón ante Holland, Rose, Charles Van Acker y Mays.
En la temporada 1948, Horn ganó en Arlington y Springfield 1, y llegó tercero en Milwaukee 1, Milwaukee 2, Milwaukee 3, DuQuoin 1 y Springfield 2. Además, lideró 74 vueltas de las 500 Millas de Indianápolis, y terminó cuatro por detrás de Rose, Holland y Duke Nalon. Eso le valió obtener su tercer Campeonato Nacional de la AAA de manera consecutiva, el primero en lograrlo. Sin embargo, sufrió un choque en la última fecha en DuQuoin, lo que le significó su muerte.
La carrera de automóviles Indy en DuQuoin llevó la denominación Ted Horn Memorial desde 1950 hasta su última edición en 1970. La carrera ha continuado realizándose como una prueba del USAC Silver Crown, siempre en el fin de semana del Día del Trabajo en septiembre.